# ILY (Ditonellapiaga)
ILY è un singolo della cantautrice italiana Ditonellapiaga, pubblicato il 6 settembre 2024 come secondo estratto dalla riedizione digitale del secondo album in studio Flash.

## Descrizione
Il brano, scritto dalla stessa cantautrice, è prodotto da Giorgio Pesenti, in arte Okgiorgio.

## Tracce
Testi di Margherita Carducci, musiche di Margherita Carducci e Giorgio Pesenti.
1. ILY – 2:50

## Formazione
- Ditonellapiaga – voce
- Andrea Suriani – masterizzazione, missaggio
- Giorgio "Okgiorgio" Pesenti – batteria, programmazione, sintetizzatore, produzione